# Éric Le Collen
Éric Le Collen est un créateur éclectique spécialiste des spectacles à grand déploiement, metteur en scène, scénographe, muséographe et auteur-compositeur.

## Biographie
Le père d'Éric Le Collen, Michel Le Collen, pilote d'avion et d’hélicoptère, est un pionnier de l'aviation d'affaires avec la création de la première compagnie en France, la société Airlec en 1958. Passionné de photographie aérienne, il a travaillé pour des éditeurs de cartes postales et a contribué à la connaissance de l’estuaire de la Gironde et du littoral aquitain vus du ciel entre 1951 et 2010. 

### Carrière
Passionné d’Histoire et de Culture, Éric Le Collen participe depuis 1977 à « La Bataille de Castillon », le plus grand spectacle en Nouvelle-Aquitaine mettant en lecture de grands moments historiques.
En 1986 et en responsabilité de la mise en scène, il réécrit le texte et compose la musique originale du spectacle.
En 2016, Il procède à son renouvellement entouré d’un conseil scientifique formé d’historiens spécialisés et présidé par Anne-Marie Cocula-Vaillières, agrégée d’histoire et ancienne vice-présidente du Conseil régional de Nouvelle-Aquitaine.
Il réfléchit alors au projet global et imagine une autre vision de la bataille mettant en perspective la période de la Guerre de cent Ans et au cœur du sujet, « la deux fois reine » Aliénor d’Aquitaine. L'événement, renouvelé et parrainé par Franck Ferrand et Mireille Calmel, remporte un vif succès avec près de 30 000 visiteurs pour la saison 2016. 
Depuis cette première grande mise en scène, il conçoit et réalise des événements originaux de l’inauguration du tunnel sous la Manche au lancement du navire Hermione en passant par les 800 ans de Saint-Émilion et des spectacles illuminant la Grande Arche de la Défense.
Artiste éclectique, il fonde en 2008 sa société de production et réalise des films documentaires et de fiction, compose les musiques de ses spectacles et se consacre à la conception d’espaces muséographiques et d’expositions en France mais aussi à l’étranger (Chine, Québec, Italie, Portugal).
En 2010, fort de son expérience dans la mise en scène de fêtes prestigieuses et la réalisation d’espaces permanents et de parcours scénographiés dans le monde du vin et de ses visions originales et novatrices apportées à l’œnotourisme, il intègre le Comité du projet scientifique de La Cité du Vin.
Intervenant en qualité de Conseiller artistique et scénographique, il réfléchit à la mise en scène de contenus, thèmes et espaces, pour offrir aux visiteurs une promenade dans l’histoire et les paysages du vin. Sur un plateau de 3 500 m2, il scénarise dans un parcours multimédia permanent une vingtaine de thèmes tels que le Paysage, l’Histoire, le Patrimoine de l’Antiquité à nos jours, le rôle de la Mer dans le développement du commerce du vin ou les accords vins et gastronomie.
Il conçoit également le scénario du lancement du projet initial en 2010 et la mise en scène de la pose de la première pierre du bâtiment au cours de Vinexpo 2013 ainsi que le texte et le scénario du film « Des saveurs et des rêves » qui illustre désormais ce grand projet international.
Par ailleurs et en 2007, il initie le festival Philosophia à Saint-Émilion, événement majeur en France et reconnu du monde littéraire où sont conviés les connaisseurs, les passionnés, les amateurs ou les curieux pour partager la connaissance et la culture, débattre et vivre une expérience originale et conviviale avec des dégustations, balades philo, ciné-conférences et ateliers philo.
Il a également écrit deux ouvrages publiés aux éditions Flammarion sur le thème des objets d’écriture, l’une de ses nombreuses passions.

## Créations

### Événementiels
Spécialisé dans les mises en scène à grand déploiement, Éric Le Collen adapte l’écriture de ses spectacles à l’échelle d’espaces de plusieurs centaines d’hectares et œuvre dans des décors d’exception classés au patrimoine tels que la cité médiévale de Saint-Émilion, le parc Enghien de Wallonie ou le cœur historique de la ville de Bordeaux.
Sur la base de rencontres, d’interviews, de témoignages et de recherches documentaires dont historiques (photos, documents sonores, films, ouvrages, revues), il conçoit ses interventions artistiques en privilégiant les symboliques fortes et la dimension émotionnelle.
De sorte à faire vivre l’imaginaire, ses mises en scène convoquent des modes d’expression artistiques diversifiés (théâtre, danse, musique, chant, équestre, jonglerie…) et exploitent différentes techniques comme l’éclairage, le son, la projection, la pyrotechnie et la machinerie.

#### Événements publics
En cohérence avec ses passions que sont l’histoire, les cultures et le vin, on trouve dans les créations d’Éric Le Collen deux dominantes liées au patrimoine et au monde viticole, réalisées en collaboration avec les institutions publiques, les propriétaires, les confréries, les syndicats professionnels et autres groupements.

##### Patrimoine
Exemples de réalisation
- Depuis 1986 - La bataille de Castillon : Ecriture, musique, mise en scène, direction artistique et régie générale - Reconstitution historique réalisée sur 7 hectares - 500 intervenants dont 40 cavaliers - 25 000 spectateurs par saison
- 2003-2006-2009 - Si Enghien m’était conté - (Parc Enghien classé patrimoine Majeur de Wallonie) - Conception, réalisation et production - 150 intervenants - 5 000 spectateurs
- 2003, 2005, 2008 à 2015 - La nuit du patrimoine de Saint-Émilion - 150 intervenants - 25 000 spectateurs[11]
- 2004 - Au bal des bords de Sambre - Inauguration du beffroi classé au patrimoine mondial  - Programme Européen Euraphis - Thuin (Belgique)
- 2010 - L’Hôpital Charles Perrens : Conception, réalisation et production - 30 intervenants - 1 500 spectateurs
- 2012 - Lancement du navire Hermione - Conception, réalisation, co-production avec Executive Events - émission de télévision multi-diffusée dans la ville de Rochefort - 250 intervenants - 65 000 spectateurs [12]
- 2019 - 7 histoires d'estuaire - Conception, mise en scène et production CIRRUS réalisées dans le cadre de Site en Scène organisé par la Communauté d'Agglomération Royan Atlantique

##### Vigne et Vin
Exemples de réalisation
- Depuis 2011 (années impaires lors du salon Vinexpo), Fête de la Jurade de Saint-Émilion- Conception, réalisation, production - 150 intervenants – 900 invités
- 2006 - Fêtes de la commanderie - Bordeaux - Conception, réalisation, production - 200 intervenants - 1 200 invités
- Depuis 2008 et tous les deux ans - Fêtes de Printemps de Pomerol - Conception, réalisation, production - Partenariat avec de grands châteaux - 80 intervenants - 600 invités
- 2009 - Soirée de lancement du Centre Culturel du Vin - Ville de Bordeaux - Mairie de Bordeaux (Gironde)
- 2013 - Première pierre - Cité des civilisations du vin - Association pour la préfiguration de la Cité des civilisations du vin - Bordeaux (Gironde)
- 2015 - Fête de la Fleur - Montrose - Conception, réalisation, production - 60 intervenants - 1 600 invités
- 2019 - Dîner de gala de la Jurade de Saint-Emilion lors de l'ouverture de Vinexpo - Conception, réalisation et production - Château Soutard - Saint-Emilion (Gironde)

#### Événements privés
A la demande de chefs d’entreprise, propriétaires viticoles, ou encore artistes et privés, Éric Le Collen conçoit, réalise et produit des réceptions, banquets, mariages et inaugurations dans l'optique permanente de surprendre et d'émouvoir.
Dans ce cadre, il collabore avec des chefs étoilés dont Philippe Etchebest, Jean-André Charia, Michel Guérard, Christian le Squer, ou avec des artistes comme Mario Luraschi et Lucien Gruss pour l’orchestration d’un spectacle équestre.

#### Festivals et concerts
Ambassadeur de la ville de Saint-Émilion, Éric Le Collen contribue à la valorisation et au rayonnement de cette cité médiévale en initiant ou en participant à des événements majeurs, réguliers ou ponctuels, en lien avec sa passion pour la culture et la musique et en collaboration avec des institutions publiques ou des entreprises privées. 

##### Festivals
- 1993 - La Cité Airs de Fête - Ville du Havre
- 2007 - Philosophia, Festival européen de philosophie - Association Idées Nouvelles - Saint-Émilion
- 2008 - Philosophia - Le bonheur - Association Idées Nouvelles - Saint-Émilion
- 2009 - Philosophia - Le monde - Association Idées Nouvelles - Saint-Émilion
- 2010 - Philosophia - Les rencontres : un dimanche avec Michel Serres - Association Idées Nouvelles - Saint-Émilion
- 2010 - Philosophia - L'imagination - Association Idées Nouvelles - Saint-Émilion
- 2011 - Philosophia - Le temps - Association Idées Nouvelles - Saint-Émilion
- 2012 - Philosophia - La nature - Association Idées Nouvelles - Saint-Émilion
- 2013 - Philosophia - La liberté - Association Idées Nouvelles - Saint-Émilion
- 2014 - Philosophia - L'amour - Association Idées Nouvelles - Saint-Émilion, Libourne, Pomerol
- 2015 - Philosophia - Le pouvoir - Association Idées Nouvelles - Saint-Émilion, Libourne, Pomerol

##### Concerts
- 2014 -Saint-Émilion Jazz Festival  - Association Saint-Émilion Jazz Festival - Saint-Émilion
- 2013 - Saint-Émilion Jazz Festival - Association Saint-Émilion Jazz Festival -Saint-Émilion
- 2012 - Saint-Émilion Jazz Festival - Association Saint-Émilion Jazz Festival - Saint-Émilion
- 2010-2012 - Concerts du ténor Joseph Calleja - Conseil des Vins de Saint-Émilion - Collégiale de Saint-Émilion

### Scénographies
Pour offrir une expérience aux visiteurs, Éric Le Collen, entouré de son équipe de production et de techniciens spécialisés, s’attache à créer des parcours scénographiés et des dispositifs interactifs mettant en connexion les univers sensoriels et le champ des savoirs.
Dans le cadre des expositions, des dispositifs scénographiques, éclairages, qualité de l’iconographie et des reproductions, mise en place de grands formats, création d’environnements sonores sont imaginés pour induire des orientations scénographiques originales pour chaque thématique et sujet et conçus pour s’adapter à différents sites de présentation.

#### Musées et sites écotouristiques
- 2015 - Uni-Médoc - Le Chai à Barriques - Cathédrale de lumière
- 2015 - Château Siaurac - Conception, étude, plans et suivi de réalisation - Surface de 2 hectares
- 2013 - Château Franc Mayne - Conception et réalisation - Surface de 750 m2[16],[17]
- 2012 - Centro multimédia Porto Cruz - Direction artistique, réalisation audiovisuelle - Surface de 400 m2
- 2011 - Château Pichon Longueville - Scénographie, analyse et expertise de la collection - Surface de 60 m2
- 2011 - Château Villemaurine - Conception et réalisation - Surface de 800 m2
- 2006 - Cité du Vin - Parcours permanent - Conseil artistique et scénographie - Surface de 3 500 m2
- 2006 - Planète Bordeaux - Conception et réalisation - Surface de 500 m2

#### Expositions

##### Expositions temporaires
- 2011 - Hommage à François Craenhals - Conception et réalisation
- 2008-2009 - 60ème anniversaire de la Jurade - Conception et réalisation
- 2005 - Grands Crus Classés 1855 - Vinexpo - Conception et réalisation

##### Expositions itinérantes
De 1995 à 2006, l'exposition « Cent ans d’objets d’écriture » a été présentée dans une soixantaine de lieux en France ainsi qu'à l'étranger en Italie, Belgique et Canada.
Quelques dates et lieux :
- 2006 - Château Empain - Ville d'Enghien (Belgique)
- 2005 - Grande place - Espace Wallonie - Bruxelles (Belgique)
- 2001 - Ville de Québec, bibliothèque Gabriel Roy (Canada)
- 2001 - Ville de Syracuse (Sicile)

### Audiovisuel

#### Films et multimédias

##### Films
- 2013 - Des saveurs et des rêves - Fondation pour la culture et les civilisations du Vin - La Cité du Vin
- 2013 - Le bois, la pierre, le fer, le bronze, le verre - Château Angélus
- 2013 - Vertigo - Château Clinet
- 2012 -  Le raisin oublié - Porto Cruz
- 2012 - Le Douro en 6 questions - Porto Cruz
- 2012 - Porto Cruz célèbre les stylistes portugais - Porto Cruz
- 2012 - Porto Cruz pays où le noir est couleur - Porto Cruz
- 2012 - Un Porto Cruz pour chaque instant - Porto Cruz
- 2011 - Le voyage du professeur Lidenbrock - Château Franc Mayne
- 2008 - Jurade de Saint-Émilion " La renaissance" - Scénario et réalisation d'Éric Le Collen, co-production Cirrus, France 3 Aquitaine et INA - Conseil des Vins de Saint-Émilion

##### Multimédias
- 2012 - Avenue de Champagne - Périscope - Association Paysages du Champagne Unesco et ville d’Epernay
- 2013 - Château Clinet - Château Clinet

#### Musiques et design sonore
Ses compositions musicales constituent le plus souvent le paysage sonore de parcours scénographiés, spectacles événementiels, programmes œnotouristiques, inaugurations… dont il interprète certains titres vocaux.

##### Musiques
- 2012 - L’Hermione - Musique originale d’un spectacle
- 2003 - L’Ange voyageur - Musique originale du spectacle
- 1994 - L'Horloge à quatre pas - Musique originale du spectacle
- 1991 - Parvis d’étoiles - Musique originale du spectacle
- 1986 - La Bataille De Castillon - Label:Scalen'Disc - cas/982
- 1980 - Tout Bousculé - Label: Scalen'Disc - LG 86 SCA 290

##### Design sonore
- 2013 - Château Clinet
- 2012 - Centro Multimedia Porto Cruz
- 2011 - Château Villemaurine
- 2010 - Château Franc Mayne

## Prix
- Prix du lauréat concours pour Si Enghien m’était conté - 2003-2006-2009
- Prix du lauréat Best of Wine Tourism en 2003, 2005, 2006 et 2008 pour la scénographie Planète Bordeaux
- Prix du lauréat Best of Gold International Award en 2008 pour la scénographie Planète Bordeaux
- Prix du lauréat concours en 2011 pour l’exposition permanente Hommage à François Craenhals
- Prix Gironde Tourisme 2015 - Le Chai à Barriques - Cathédrale de lumière - Uni-Médoc[18]